# Trophée Joan Gamper
Le Trophée Joan Gamper (en catalan : Trofeu Joan Gamper) est un match amical de gala organisé chaque année au mois d'août au Camp Nou, à Barcelone, en hommage à Joan Gamper, fondateur du FC Barcelone. L'Argentin Lionel Messi est, avec neuf buts, le meilleur buteur de l'histoire de cette compétition.

## Histoire
De 1966 à 1996, le Trophée Joan Gamper est organisé sous la forme d'un mini-tournoi réunissant 4 équipes. Durant la première journée se déroulent les demi-finales, et lors de la seconde, la finale et le match pour la troisième place. Depuis 1997, le Trophée se dispute sur un match unique. Si le score est nul à la fin du temps réglementaire, une séance de tirs au but a lieu dans la foulée.
Le 25 août 2010, Ronaldinho affronte son ancien club le FC Barcelone avec le Milan AC. Les blaugranas remportent le match aux tirs au but (1-1 ; 3-1t.a.b.)
Le 20 août 2012, le Barça affronte l'UC Sampdoria pour célébrer le 20e anniversaire de la finale de Coupe d'Europe disputée par les deux clubs en 1992. C'est la Sampdoria qui remporte le trophée sur le score de 1 à 0 grâce à un but de Roberto Soriano qui marque à la première minute du match.
L'édition 2013 a lieu le 2 août et voit le FC Barcelone battre 8 à 0 Santos FC, l'ancienne équipe de Neymar.
L'édition 2014 a lieu le 18 août face aux Mexicains du FC León. Le FC Barcelone s'impose 6 à 0.
La 50e édition a lieu le 5 août 2015 face aux Italiens de l'AS Roma. Le FC Barcelone s'impose 3 à 0 avec les réalisations de Neymar (26e), Lionel Messi (41e) et Ivan Rakitić (66e) devant environ 94 400 spectateurs.
Le 10 août 2016, Barcelone affronte la Sampdoria en hommage à la première Ligue des champions de l'UEFA gagnée en 1992. Les buteurs barcelonais sont Luis Suárez (16e) et Lionel Messi (21e, 34e). La Sampdoria marque par Luis Muriel (23e) et Ante Budimir (77e). Le FC Barcelone s'impose 3 à 2.
Le 7 août 2017, Barcelone invite le club brésilien de Chapecoense, décimé par un crash aérien en novembre 2016. Le score est sans appel, 5 à 0 en faveur du FC Barcelone. L'un des moments forts du match est l'apparition du capitaine Alan Ruschel, l'un des trois seuls joueurs à avoir survécu à l'accident, pour son retour à la compétition. Les deux autres survivants, Neto et Jakson Follmann, qui a perdu une jambe, sont également présents. Ces derniers fondent en larmes au moment de donner le coup d'envoi fictif de la rencontre devant environ 65 000 spectateurs.
Le 15 août 2018, Barcelone bat Boca Juniors 3 à 0.
Le 4 août 2019, le Barça bat Arsenal 2 à 1 et remporte le trophée pour la septième fois consécutive (le record est de dix trophées consécutifs entre 1995 et 2004).
Le 19 septembre 2020, Barcelone bat Elche CF 1 à 0 grâce à un but d'Antoine Griezmann à la 2e minute de jeu.
Le 8 août 2021, Barcelone reçoit la Juventus au stade Johan-Cruyff et l'emporte 3-0 avec des buts de Memphis Depay (3'), Braithwaite (57') et Riqui Puig (90+2'). C'était le premier match joué par le Barça après l'annonce officielle par Leo Messi de son départ du club.
Le 7 août 2022, Barcelone joue face au Club Universidad Nacional de Andrés Lillini et l’emporte sur un 6-0 avec l’aide de leur nouvelle recrue star, Robert Lewandowski. Dani Alves, ancien joueur du FC Barcelone ayant quitté le club fin de saison 2021-2022, fait son retour sous ses nouvelles couleurs et est acclamé par le stade.
Le 8 août 2023, Barcelone s'impose 4 à 2 face au Tottenham Hotspur.
Pour l'édition 2024, Barcelone affronte l'AS Monaco le 12 août. Il s'agit de la première participation des Monégasques. Le FC Barcelone porte sur son maillot un écusson spécial qui commémore le 125e anniversaire du club fondé en 1899. Le club monégasque s'impose par trois buts à zéro. C’est la première fois qu’un club français gagne ce trophée après les échecs de Marseille et Sochaux.
Lors de l'édition 2025, qui a lieu le 10 août au Stade Johan-Cruyff, Barcelone s'impose 5 à 0 face au club italien de Como 1907 entraîné par Cesc Fàbregas.

## Palmarès

### Statistiques
- Josep Maria Fusté inscrit le premier but du Trophée Joan Gamper.
- Marcial Pina (1974), Hristo Stoichkov (1992), Romário (1993), Óscar García (1995) sont les seuls joueurs à avoir inscrit un triplé en un match.
- Hormis le FC Barcelone, seuls deux clubs espagnols ont remporté le trophée : le CD Tenerife (1993) et Valence CF (1994).
- Hormis le FC Barcelone, le 1. FC Cologne (1978 et 1981) est le club ayant remporté le plus de fois la compétition.
- Plus large victoire du FC Barcelone : FC Barcelone 8 à 0 Santos FC ; FC Barcelone 9 à 1 Boca Juniors.
- Plus large défaite du FC Barcelone : 1. FC Cologne 4 à 0 FC Barcelone

#### Bilan par club
| Équipe                   | Titre(s) |
| ------------------------ | -------- |
| FC Barcelone             | 47       |
| 1. FC Cologne            | 2        |
| Újpest FC                | 1        |
| Borussia Mönchengladbach | 1        |
| SC Internacional         | 1        |
| FC Porto                 | 1        |
| FC Malines               | 1        |
| CD Tenerife              | 1        |
| Valence CF               | 1        |
| Juventus FC              | 1        |
| Manchester City          | 1        |
| UC Sampdoria             | 1        |
| AS Monaco                | 1        |

#### Bilan par pays
| Pays       | Titre(s) |
| ---------- | -------- |
| Espagne    | 49       |
| Allemagne  | 3        |
| Italie     | 2        |
| Angleterre | 1        |
| Belgique   | 1        |
| Portugal   | 1        |
| Brésil     | 1        |
| Hongrie    | 1        |
| France     | 1        |

#### Meilleurs buteurs du FC Barcelone
9 buts : Lionel Messi
7 buts : Hristo Stoichkov, Txiki Begiristain, Juan Manuel Asensi
6 buts : Josep Maria Fusté, Marcial Pina
5 buts : Johan Neeskens, Hans Krankl
4 buts : Carles Rexach, Ronald Koeman, Jordi Cruyff, Romário, Óscar García, Steve Archibald, Manolo Clares
3 buts : Luis Suárez, Andrés Iniesta, Neymar, Hugo Sotil, Johan Cruyff, Francisco José Carrasco, Bernd Schuster, Samuel Eto'o, Cesc Fàbregas, Allan Simonsen, Roberto Fernandez